# Віцекороль
Віцекороль (букв. — «заступник короля», пор. «віцепрезидент» або «віцеадмірал») — форма колоніального володіння, за якої правитель колонії (віцекороль) наділяється майже необмеженими повноваженнями і є прямим намісником спадкового монарха метрополії.
Посада віцекороля не була та не є спадковою. Віцекоролівство управлялося під керівництвом віцекороля або лорда-намісника.

## Віцекороль
Починаючи з XVI століття титул «віцекороль» дарувався монархами деяких європейських держав правителям завойованих для цих держав ними колоній, тож першим віцекоролем був Христофор Колумб.
Формально посади віцекороля не існувало (є деякі винятки), наприклад був віцекороль Італії. Посада віцекороля не була і не є спадковою. Віцекоролями переважно називали генерал-губернаторів.
У Британській Імперії віцекоролі зазвичай призначались з-поміж членів правлячої партії та мали широкий спектр прав на підконтрольних територіях: міг видавати акти і розпорядження, рівні за силою до законодавчих, жалувати лицарські титули, керувати військовими силами, тощо. Хоча варто відмітити, що віцекороль був частково обмежений іншими органами влади. Підпорядкувався напряму монарху імперії.

## Віцекоролівства
Деякі держави мали віцекоролівства у:

### Іспанії
- Нова Гранада (1717—1819)
- Віцекоролівство Перу[3] (1544—1821)
- Віцекоролівство Ріо-де-ла-Плата (1776—1810)
- Португальське королівство (1580—1640)
- Сицилійське королівство (1515—1713)
- Неаполітанське королівство (1515—1713)
- Сардинське королівство (1515—1714)
- Арагонське королівство (1517—1707)
- Наваррське королівство (1512—1839)
- Каталонське князівство (1479—1713)
- Валенсійське королівство (1520—1707)
- Майорканське королівство (1576—1715)

### Великій Британії
- Британська Індія (1858—1947)
- Ірландське королівство (1700—1922)
- Ганновер (1831—1837)

- Бразилія (1775—1815)
- Віцекоролівство Індійське[4] (Португальська Індія) (1505—1896)

### Італії
- Італійська Східна Африка (1936–1941)

### Неаполь
- Сицилія (1759–1816)

### Швеції
- Норвегія (1814–1891)